# 병자호란
병자호란(丙子胡亂)은 1636년 12월 8일(양력 1월 3일)부터 1637년 1월 30일(양력 2월 24일)까지 조선과 청나라 사이에 벌어진 전쟁이다. 청나라의 숭덕제가 만리장성를 공격하기 이전에 배후의 안전을 확보할 목적으로 조선을 침공하였고, 인조와 조정이 남한산성에서 항전하였으나 청의 포위로 인한 굶주림과 추위, 왕실이 피난한 강화도의 함락, 남한산성의 포위를 풀기 위한 근왕병의 작전 실패 등으로 말미암아 항복하였다. 동아시아 역사에서는 명청교체기를 상징하는 중요한 사건이며, 조선으로서는 짧은 전쟁 기간에도 불구하고 수십 만의 백성이 포로로 끌려가 그 사회적 피해가 유례없이 막심하였다.

## 개요
조선은 정묘호란 이후 후금과 형제의 관계를 맺었으나, 강화조약에 따라 명나라의 관계에는 변함이 없었다. 숭덕제가 칭제를 결심하고 조선에 보낸 사신은 인조와 접견을 못했고 숭덕제의 황제 즉위식에 참석한 조선 사신은 숭덕제에게 배례를 하지 않았다. 조선이 친명정책을 변경할 의사가 없음을 확인한 숭덕제는 명과의 전면전 전에 조선을 확실히 굴복시켜 배후의 위협을 제거하고자 1636년 12월 2일, 12만 군사로 조선을 향해 출진했다. 12월 8일, 청나라 선봉대가 압록강을 건너옴으로서 침공이 시작되었다. 당시, 조선의 대청 방어전략은 청야견벽(淸野堅壁)으로, 강한 청의 기병과 직접 맞부딪치는 것을 피하고 침공로 주변의 성에 군사를 집결하여 공성전을 강요함으로서 전쟁을 장기전으로 이끄는 것이었다. 이 전략은 명이 아무리 약화되었더라도 이를 배후에 두고서는 장기전을 벌이기 어려운 청의 약점을 노린 것으로, 유사시에는 수군이 약한 청의 공세를 피할 수 있도록 강화도에 파천하는 계획도 포함되어 있었다. 하지만, 정묘호란 당시 인조가 강화도로 파천하는 것을 지켜본 경험이 있는 청은 조선군이 지키고 있던 산성을 우회해서, 한양으로 신속히 남하하여 인조와 조정이 강화도로 피난하는 길을 차단하였다. 봉화를 통한 긴급 통신체계가 제대로 작동하지 않아 조정이 청군의 침공을 인지한 것은 12월 13일이었으며, 인조는 청군이 한양에 거의 접근한 12월 14일에서야 파천에 나섰으나 강화도로 향하는 길이 이미 차단당한 이후라 남한산성으로 피할 수 밖에 없었다.
남한산성은 천혜의 요새로 1만 3천여 명의 조선군이 수성에 나서 청군이 이를 공략하기는 쉽지 않았으나, 사전에 방어를 위한 준비가 갖춰지지 않았던 터라 한 달 남짓 버틸 수 있는 군량 밖에 없어 장기전을 도모하기 어려웠다. 조정은 남한산성과 강화도가 항전하는 동안 전국 각지의 관군이 집결하여 청군의 포위를 풀 것을 기대하였으나, 충청도 근왕병의 진격이 죽산에서 멈추었고(12월 19일) 12월 2일에서 청군에게 패배하였으며 수원 광교산 전투에서 청군에게 승리를 거둔 전라도 근왕병마저 보급 부족으로 퇴각함으로서 남한산성의 고립은 심화되었다. 한편, 평안도와 황해도에서 청야견벽 전략에 따라 수성을 준비하다 허를 찔린 조선군은 청군의 뒤를 쫓아 남하하였으나 12월 25일 도르곤이 이끄는 청의 우익군에게 기습을 당하여 양근 미원으로 퇴각하였다. 양근 미원에는 약 1만 7천여 명의 조선군이 집결하였으나 청군과 정면으로 대결하지 못하였다.
강화도에는 세자빈(소현세자의 부인)과 봉림대군(후일 효종)을 비롯하여 왕실과 역대 임금의 신주가 피난해 있었다. 인조와 조정은 수전의 경험이 적은 청군이 강화도를 공략하기 어려울 것으로 판단하였으나, 청군은 명 수군 출신의 공유덕과 경중명 등을 앞세워 강화도를 공격하였다. 숭덕제는 인조가 1월 19일까지 항복하지 않자 강화도 공격을 명령하였고, 청군은 1월 22일 새벽부터 강화도 상륙을 시도하여 당일 오후에 강화산성을 함락시켰다. 비축 식량의 소진으로 어려움을 겪던 인조와 조정은 2월 20일(음력 1월 26일) 강화도 실함 사실을 접하자 항전의지를 상실했고, 결국 1월 30일(양력 2월 24일) 출성하여 삼전도에서 숭덕제에게 항복하였다.

## 전쟁 전 조선상황
조선은 임진왜란 이후의 사회복구사업, 이괄의 난으로 인한 정예병의 손실 등으로 어려운 상황이었다. 특히 이괄의 난으로 인한 16,000명의 북방군의 손실은 매우 큰 타격이었다. 당시 4영군을 제외한 정규군은 북방군이 유일했는데, 이괄의 난 때문에 7,500명의 정예병이 손실되었고, 수천의 속오군 병력도 피해를 입어 조선군의 전력이 약해져 있었다. 하지만 인조의 국방정책으로 인해 조선군은 10,000명의 훈련도감군, 20,000명의 충융군, 14,000명의 수어군을 확보하게 된다. 7,000명의 어영군은 전국에 분산되어 속오군에 편제되며, 속오군의 전력을 더 강화시켰다. 전국적으로도 약 90,000명이 속오군이 마련되며, 30,000명의 수군과 약 600척의 전선을 확보했다.

## 배경
여진족은 그들이 세운 금이 몽골의 침략으로 멸망한 후 명나라 북동 지역 일대에 흩어져 살고 있었다. 통일된 세력을 형성하지 못하던 여진족은 명과 조선 양측에 이중으로 관계하던 중 아이신 교로 누르하치가 숙신, 말갈, 여진을 규합, 16세기 말에 이르러서는 이들을 통일하기에 이르렀다. 한편 잦은 군대 동원과 이에 따른 경제상 손실은 명의 국력을 쇠약하게 만들고 몰락시킨 중요한 요인이 되었다.
누르하치가 명나라와의 전쟁을 선포하고 공격하자 수세에 몰린 명은 조선에 소총수 7,000명을 지원하라고 요구하였고 누르하치는 파병하지 말라고 조선 조정에 강력히 요구했다. 당시 조선 조정은 광해군과 그의 즉위를 도운 대북이 정권을 장악하고 있었는데 이 신료들은 조선이 국내 수비에 치중하는 것이 후방 수비라는 차원에서 유익하다며 명이 한 요구에 미적지근한 태도를 보였으나 임진왜란 때 명이 원군을 파견해 도운 일을 감안하면 원병을 보내지 않을 수 없었다. 이에 광해군은 명에 원군을 보내되 싸움이 시작될 때 항복해 조선이 부득이 파병한 실정을 설명하게끔 하였다는 야사가 있으나 이는 파병된 인원의 80%가 전사한 뒤에 항복했다고 전해진다.

### 정묘호란
1623년 4월 11일, 서인의 인조반정으로 광해군이 폐위하면서 조선의 대외정책이 급선회하였다. 서인은 실리보다는 명분을 중시했고 신료들은 광해군의 중립 대외정책을 기존 친명배금 정책으로 바꾸어 조선에 예로부터 내려오는 대로 명을 잘 모시어 받들려고 했으며, 후금에서는 조선에 대한 강경책을 주장해 왔던 숭덕제가 즉위하여 후금의 대조선(對朝鮮) 정책과 태도도 변하였다.
후금은 명나라와의 전쟁 탓에 교역로가 끊겨 물자 부족에 심히 허덕여 이를 조선과 하는 통교를 이용하여 타개해야 할 처지에 있었고 후방을 안정시키려고 조선 가도에 주둔한 모문룡과 적대 정책을 펼치는 조선을 정벌할 필요성을 강하게 인식하였다. 때마침 반란을 일으켰다가 후금으로 달아난 이괄의 잔당이 광해군은 부당하게 폐위되었다고 호소하고 조선의 군세가 약하니 속히 조선을 정벌해달라고 종용하였다. 숭덕제는 더욱 결전할 뜻을 굳히어 이괄의 난 때 후금에 투항한 한명윤의 아들, 한윤과 한택과 1619년 부차 전투에서 항복한 강홍립을 데리고 조선 정벌에 나섰다.
1627년(인조 5년) 숭덕제는 광해군을 보복한다는 명분으로 군사 3만을 일으켜 조선을 공격해 왔는데, 이것이 정묘호란이다. 이괄의 난으로 말미암아 북변의 군사 체계가 붕괴된 상태였던 조선은 수세에 몰렸고 조선 조정 내에서도 화의론이 대세를 이루고 후금도 오랜 기간에 걸치는 출병이 곤란했으므로 전쟁은 지속되지 않았고 청군은 약 두 달 만에 강화조약을 하고 철수했다. 이로 말미암아 조선은 후금과 “형제지맹”을 하였다.

### 정묘호란 이후 양국 관계
정묘호란 이후 후금은 조선에 여러 가지를 요구하였다. 이 요구에는 식량 지원과 명 정벌에 사용할 병선(兵船) 제공이 포함되었고 1632년(인조 10) 조선에 “형제지맹”을 “군신지의”로 바꾸기를 요구했는데 이것은 조선을 신하의 나라로 삼으려는 굴욕스러운 요구였다. 후금의 무리한 요구와 강압 정책으로 조선 내에서는 주자학적 명분론에 입각하여 화친하자는 논의를 배척하자는 척화론(斥和論)이 대두되었고 후금과의 관계는 악화하기 시작했다. 한편 후금의 숭덕제는 내몽골을 평정한 뒤 만주족의 왕을 일컫는 칭호인 한(汗)을 버리고 황제를 칭하려 했다. 1636년(인조 14) 3월에 잉굴다이(Inggūldai, 龍骨大)와 마푸타(Mafuta, 馬福大) 등을 보내어 여러 만주·몽골의 부족장들이 숭덕제에게 올린 존호의 글을 보이면서 조선 조정도 이같이 하라고 요구하였으나 척화론을 좇아 인조는 후금의 사신을 접견하지도 않고 국서도 받지 않았다. 물론 조정에서는 최명길과 같이 전쟁을 피하고 화해하거나 평화롭게 지내자는 주화론(主和論)을 주장한 자도 있었지만, 대세는 척화선전(斥和宣戰) 하는 기운으로 기울어졌고 드디어 팔도에 선전(宣戰) 교서를 내리어 방비를 굳게 하고 적의를 보였다.
그해 5월 황제 칭호와 더불어 국호를 청(淸), 연호를 숭덕이라 고친 청 태종 숭덕제는 조선의 도전하는 태도에 조선을 원정하려고 군을 조직할 준비를 서둘렀다.

## 전쟁의 발발
1636년 12월 28일, 청 태종이 이끄는 군대 약 10만 명이 압록강을 건너 남하하자 의주부윤(義州府尹) 임경업은 백마산성에서 청나라 군대의 진로를 차단하고 기세를 꺾어 놓을 만반의 준비를 마쳐놓았다. 하지만, 인조를 잡는 게 목적이었던 청나라군은 백마산성을 비롯한 모든 산성을 우회해서 한성을 향해 신속히 진격했고 보름도 채 지나지 않은 1월 9일 개성을 통과했다.
한편, 그 소식을 들은 인조와 조정은 정묘호란 때처럼 강화도로 대피하려고 했으나 청군의 신속한 남하로 강화도로 가는 길이 진작 차단되는 바람에 1월 10일 남한산성으로 긴급히 대피하였고 한성은 청군에 함락되었다.

### 근왕병의 소집과 실패
남한산성에 들어간 인조는 각 도에 잔 글씨로 써서 벌집을 만들려고 꿀벌이 분비하는 물질을 이용해 뭉친 글을 몰래 보내 근왕군을 모으려고 했다. 병자호란 당시 청군은 한성과 인조만을 노린 전격전을 전개했으므로 한성과 그 주변을 제외한 배후지에는 피해가 거의 없었고 특히 삼남(경상도, 충청도, 전라도) 지방이 건재했으므로, 여기서 근왕군을 편성해 산성을 포위한 청군을 역포위하면 전세를 유리하게 바꿀 수 있다고 판단했다. 그러나 근왕군을 지휘할 책임이 있는 도원수(都元帥) 김자점은 경기도 양평에서 움직이지 않았고 각 도에서 올라오던 근왕군은 합류하지 못한 채 청군의 별동대에게 각개격파당했고 남한산성을 구원하지 못하였다.
각 근왕군의 동향은 다음과 같았다. 가장 먼저 12월 17일, 강원감사 조정호가 근왕군 약 7,000여 명을 조직하여 남한산성으로 향했다. 원주 영장 권정길이 이끄는 선봉대 1,000여 명이 12월 24일 남한산성 근처의 검단산까지 진출하는데 성공했지만, 이튿날 청군의 별동대에게 격파당했고 사기가 떨어진 근왕군은 토붕와해(土崩瓦解)했다. 조정호는 잔여 군사를 이끌고 가평으로 퇴각하여 다른 근왕군과의 합류를 꾀했다.
함경감사 민성휘는 12월 27일 근왕군 7,000여 명을 규합하여 진군했으나 북병사 서우신과 함경감사 민성휘이 지휘권을 놓고 말썽을 일으켜 시끄럽고 복잡하게 다퉜다. 서우신은 곧장 남한산성으로 진군하자고 주장했지만, 민성휘는 양평의 김자점과 합류한 후에 세력을 키우자고 주장하였다. 결국 민성휘의 의견을 좇아 함경도 근왕군은 양평으로 향했지만, 도원수 김자점은 그곳에서 움직이지 않았다. 북변의 오랑캐와 전투 경험이 풍부한 정예병이었던 함경도의 군사와 중앙군이 주둔하고 있었으며, 강원도 근왕군의 패잔병도 합류한 양평의 군세는 2만 3천에 달했지만, 김자점은 결국 군사를 움직이지 않아서 전쟁에서 전혀 영향력을 행사하지 못했다.
충청감사 정세규는 12월 18일에 인조가 잔 글씨로 써서 벌집을 만들려고 꿀벌이 분비하는 물질을 이용해 뭉쳐 몰래 보낸 글을 받았다. 정세규는 즉시 근왕군을 규합, 12월 25일 공주를 출발하여 12월 27일 남한산성 남쪽의 험천에 당도해 화전(火箭)을 이용해 남한산성에 신호했지만, 이번에도 청군의 별동대가 험천 서(西)에 있는 고지를 점령 후 근왕군을 요격했다. 근왕군은 공격을 10여 차례 방어에는 성공했으나 기력이 다했고 김홍익, 이경징, 이상재를 비롯해 지휘관 다수가 전사했으므로 더는 성과 없이 퇴각할 수밖에 없었다. 험천 전투는, 조선군의 대패로 끝나고 말았다.
청군이 처음 압록강을 건너 한성으로 남하하면서 평안도를 통과한다. 당시 평안감사 홍명구는 청군의 압록강 도하 소식을 접하고 병력을 조직 후 평양성 북(北)에 있는의 자모산성에 들어가 청군을 방어하려 했으나 청군이 이를 무시하고 그대로 남진(南進)하였으므로 아무것도 대처할 수 없었다. 홍명구는 평안병사 유림 휘하의 병력을 합세, 1636년 12월 18일 평양을 출발해 남하했으나 철원, 연천 등지에 이들의 진격을 막고자 주둔한 청군의 별동대에 가로막혀 더는 접근할 수 없었다. 1637년 1월 26일 강원도 김화 탑동 부근에서 청군과 한 전투에서 홍명구는 전사했고 유림은 고지에 주둔하면서 공격해 온 청군을 격퇴에는 성공하여, 본래 목적지였던, 남한산성으로 향하였으나, 이미 조선 조정과 청의 조약이 체결된 뒤여서, 군사를 돌려 서울로 회군하였다.
전라감사 이시방은 12월 20일 근왕(勤王)하라고 명령받았다. 29일 병력 6,000여명을 모은 이시방은 전라병사 김준용과 함께 전주 군영을 출발, 북상했고 이어 화엄사의 승병 2,000여 명이 이에 합류하였다. 선봉을 맡은 김준용은 1월 4일 광교산 부근까지 진출했으나 이틀 전 충청도 근왕군을 격파한 청군과 만났다. 1월 5일, 김준영은 청군의 돌격을 막아내고 다음날은 청군 장수 양굴리를 죽이는 등 큰 전과를 올렸으나 역시 물자가 부족하여 인해 더는 진군하지 못했고 어쩔 수 없이 수원으로 퇴각하였으며, 이시방이 이끄는 근왕군 본대는, 광교산 전투를 패배로 오인하고 공주 방면으로 철수하였다.

### 쌍령 전투
한편 경상감사 심연이 이끄는 경상도의 근왕군은 좌병사 허완과 우병사 민영이 이끄는 총 규모 약 40,000명에 이르는 대규모 병력이었다. 속오군 편제상 총병력 40,000명이 모두 집결해 있었는지를 놓고 이론(異論)할 여지가 있지만, 허완과 민영이 이끄는 병력 8,000여 이상은 1637년 1월 3일 광주의 쌍령 근처까지 진출했다. 이 병사들을 저지하려고 인근 불당리에 매복하던 청군은 기병대 300기(騎)와 칼과 창을 주 무기로 삼아 최후 돌격 단계에서 적에게 돌진하여 승패를 결정하는 구실을 하는 병사 1,000명으로 이루어진 소규모 부대였다. 조선군 대부분은 조총으로 무장하고 있었으나 훈련도는 매우 낮았고 청군 기병 3백 기가 칼을 빼어 들고 용감하게 돌격하자 조총으로 중무장한 8천여 조선군은 겁먹은 채 거리조차 재지 않고 닥치는 대로 마구 사격한 끝에 화약과 화살을 모조리 소모한다. 청군은 일단 후퇴하고 나서 조선군이 화약을 소모한 상황을 확인하고 재차 돌격을 감행하여 허완이 이끄는 좌군을 완벽히 궤멸시키고 허완도 베어죽였다. 민영이 이끄는 우군은 좌군이 패주하는 와중에도 열심히 싸웠으나 화약이 떨어져 이를 재보급하던 도중에 화약이 폭발하여 군사 수십이 그 폭발로 말미암아 죽고 전선이 무너졌다. 이를 틈탄 청군 기병대가 총돌격하자 우군도 완벽히 붕괴했고 민영도 이 와중에 죽었다.
경상도 근왕군은 청군의 수십 배에 이르는 우월한 병력을 제대로 활용하지도 못한 채 결국 참패했고 본진을 이끌고 여주에 진을 치고 있었던 심연은 선봉 부대가 패했다는 소식을 듣고 서둘러 군사를 돌려 조령 이남으로 철수했다. 이렇게 팔도의 근왕군이 전부 청군에게 격파당하여 남한산성은 완벽히 고립되었고 근왕군은 더 조직되지 못하였다.

### 강화부 전투
청군은 조선 인조의 항복을 받아내기 위해서는 왕자들을 인질로 잡는 것이 효율적이라고 생각하였다. 당시 강화산성에 주둔한 조선군의 수는 채 몇백이 되지 않았고, 강화도수비총대장인 강화검찰사 김경징과 강화유수 겸 주사대장(舟師大將) 장신이 지휘권을 놓고 다투면서 분열되어 있었다. 1637년 1월 21일 청군은 1만6천명의 군사를 배에 태워 강화도로 향했다. 충청 수사 강진흔은 수군을 이끌고, 강화도로 접근해오는 청군을 연이어 격퇴하였다. 강진흔이 적은 수의 배로 수많은 배를 가진 청군을 힘겹게 대적하고 있었음에도 불구하고, 주사대장인 장신은 강진흔을 돕지 않고 도주하였다.
청군이 강화도로 오고 있다는 것을 김적이 강화검찰사 김경징에게 알렸으나, 김경징은 "물이 모두 얼었는데 어떻게 청군이 오느냐?"라고 하며 김적에게 군율을 물어 목을 베려까지 하였다. 김경징은 갑곶을 지키는 장수가 김적과 같은 보고를 하자, 그제서야 군사를 정비하고 갑곶을 수비하려 들었다. 결국, 강진흔의 충청 수군 방어선을 뚫고 청군의 배가 강화도에 상륙하게 되었고, 청군은 진해루를 공격하여 함락하였다. 뒤이어 강화도에 속속 상륙한 청군은 강화산성을 포위하고 공격하기 시작했다. 김경징과 강화 부사 이민구는 배를 타고 강화도 근처 섬으로 도주하였고, 청군은 텅텅 빈 강화산성을 단숨에 함락하였다. 많은 강화 백성들이 청군에 의해 살해되었고, 몇몇 사대부들은 자결하기도 하는 등 강화 곳곳에서는 참극이 벌어졌다.
1월 22일 강화부를 함락한 청군은 세자빈과 봉림대군을 인질로 붙잡고, 인조에게 항복을 요구하였다. 강화도 함락은 인조에게 큰 충격을 안겼고, 쌍령 전투와 함께 인조가 항복하는 결정적인 요인이 되고 말았다. 전란 후, 조정에서는 강화부 전투의 책임을 묻기 시작하였고, 신하들은 패배의 원흉인 김경징의 목을 베기를 원하였으나 인조는 김경징과 강화부사 이민구를 귀양보냈다. 또, 충청 수사 강진흔을 귀양보내고 장신은 자결하게 하였다. 그러나, 김경징을 사사하라는 여론이 들끓자 그제서야 인조는 김경징에게 사약을 내렸다. 또, 충청 수군들과 장수들이 애통하게 강진흔의 억울함을 호소하였음에도 인조는 강진흔에게 강화부 전투 패배의 책임을 물어 참형한 뒤 효수하였다

### 근왕병의 집결
수만명의 근왕병이 모여들지만 청군이 두려워 제대로 진격하지 못한다. 충청도의 근왕병 7,000명은 이미 청군에게 격파당하고, 다른 조총으로 무장한 정예군들도 주저하면서, 남한산성의 구원에는 실패한다.
청군은 맹렬한 기세로 남한산성을 공격하지만, 14,000명의 조선 수비군은 잘 수비하여 낸다. 장단방어사 이서의 주도로, 소규모 특공대가 청군 수백명을 사살하는 전과를 올린다. 하지만 청군의 매복으로 300명이 전사하자, 조선군의 사기는 떨어진다. 이들은 각종 화포와 조총을 보유하고 있었지만, 물자부족으로 제대로 싸우지 못하고 고립당한다.
김준룡 장군이 이끄는 3,700명의 의병과 관군은 광교산으로 모여든다. 처음에는 대규모 기병대에 밀리지만, 김준룡 장군의 분전으로, 포수들이 일제사격을 시작하여, 청군 수천명을 죽인다. 마지막, 살수의 돌격으로 청군 다수를 사살하고, 조선군은 광교산을 사수한다. 이날, 청태종의 사위와 청 장수 2명, 그리고 청군 10,000여명이 전사했다고 한다.
평안감사 홍명구와 평안병마사 유림은 5,000명의 관군을 이끌고 남한산성을 구원하러 떠난다. 하지만 두 지휘관의 의견분열로 조선의 정예군이던 5,000명의 군대는 각각 2,000명과 3,000명으로 나뉘고, 평안감사 홍명구는 관군 2,000명과 합류한 의병 300명을 이끌고 탑동에 진을 친다. 청의 군대를 만나 분전하지만, 평안감사 홍명구와 순안현령 허노를 포함한 조선군 1,000명이 전사한다.
평안병마사 유림이 이끄는 3,000명의 조선 관군은 천혜의 요지인 백동에 진을 치고 청군을 기다린다. 그들이 보유한 우수한 화기를 살려 산중에 진을 친 그들은 청군과 맞 싸운다. 하지만, 전투 초반, 1,000명의 탑동전투 패잔병들이 몰려들며 조선군의 진영이 흐트러진다. 하지만, 장군의 분전으로, 그들은 1선 살수의 진격으로 시작하여 돌격한다. 2선 사수와 3선 포수의 일제사격은 위력적이었다. 마지막까지 포와 조총을 쏴대며 지원한 어영청 소속 포수들이 승리를 이끌었다. 조선군은 청군 수천명을 전사시키며 승리를 거두고, 조정에 강화소식이 들려지자, 그들은 평양으로 돌아간다.

### 기근

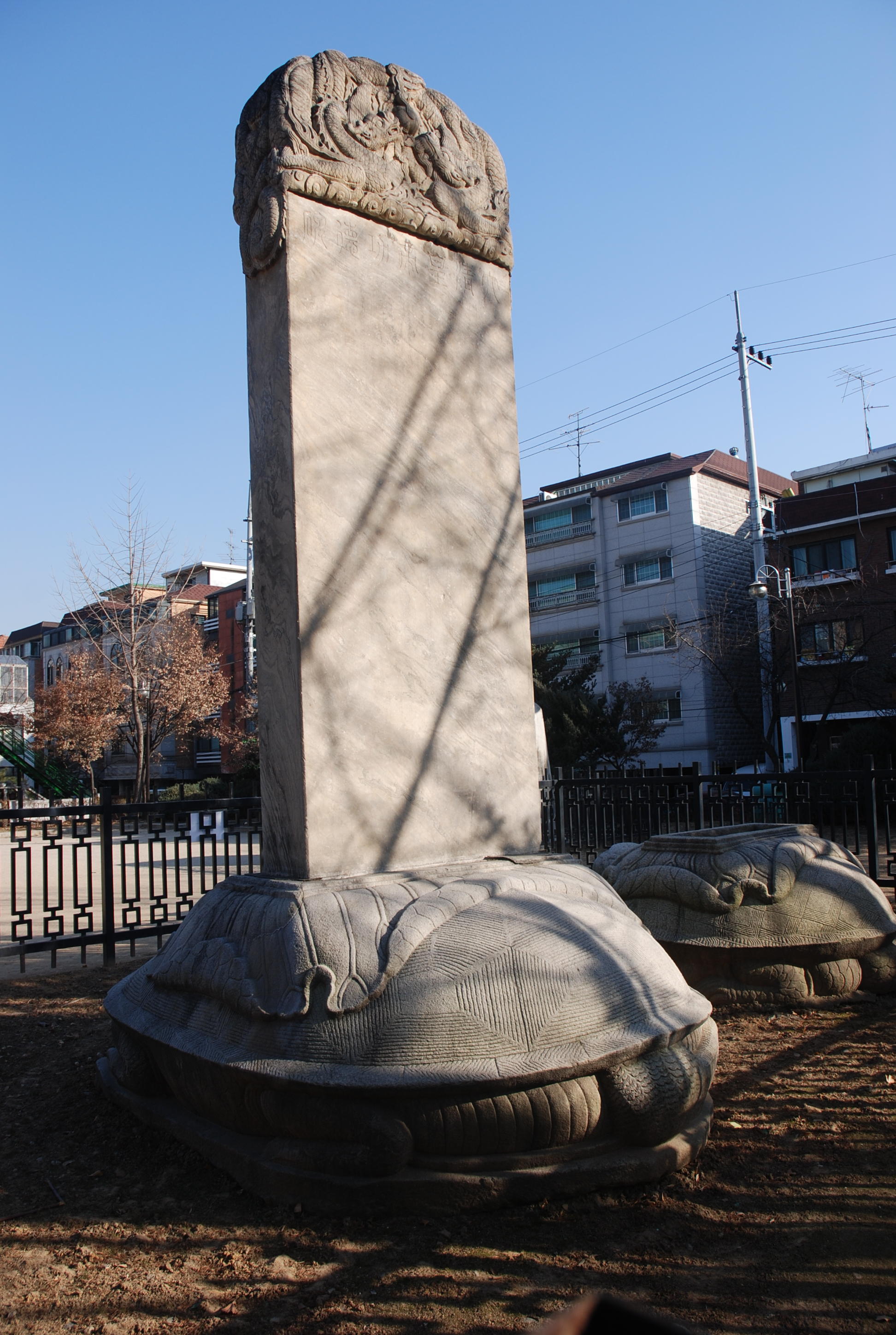
삼전도비

청군이 기병 중심의 편제였던 데다가 그 진격 속도가 매우 빨랐기에, 전국 각지에서 청군은 신출귀몰한다는 소문이 돌았다. 조선군은 임진왜란과 병자호란의 경험을 토대로 군사상 요지에 축성된 산성에서 적의 진격을 저지하는 농성 전술을 구사하려 했지만 팔기군을 중심으로 한 청군은 이를 무시하고 곧바로 한성을 향했고 각지의 근왕군도 청군의 별동대에 격파당하여 조선군은 청군의 상대가 되지 못하는 사실을 입증했을 뿐이었다. 인조는 근왕군 후퇴에 당황했고 청군을 피해 후퇴하는 군사를 처벌하겠다고 공언했으나 이것이 조선군이 청군에게서 느끼는 공포와 무력(無力)을 없애지는 못했기에, 조선군은 당초 전쟁 준비가 전혀 되어 있지 않은 상태에서 왕과 조정이 남한산성으로 도망쳤으므로 성 내부로 퇴각한 군사 12,000명과 백성 수만을 지탱할 비축 물자가 없었다. 쌍령 전투 이후 남한산성은 완벽히 고립되었으므로 더는 보급을 기대할 수 없어서 조선군의 사기는 점점 저하된 데다가 겨울철의 추위 탓에 수많은 사람이 얼어죽었고 식량이 바닥을 드러내기 시작했다. 인조조차 결국 죽 한 그릇으로 하루 끼니를 이어가는 상황에 이르렀고 기근에 지친 군사들은 군마를 죽여 먹기까지 했으나 굶어 죽는 사람이 결국 속출하기 시작했다. 하지만, 왕권을 유지하려는 인조는 여전히 항복을 거부하였고 1월 10일 종전을 위해 청군과 협상을 시작했으나 내부상으로는 김상헌을 필두로 한 주전파와 최명길의 주화파가 여전히 격렬하게 대립하였다.
청군은 인근의 망월봉에 홍이포를 설치하고 산성 내부를 직접 조준하여 사격을 시작했다. 조선군은 반격을 시도 천자총통을 이용해 홍이포가 설치된 포대에 포격하기도 했으나 이것도 물자 부족 탓에 계속할 수 없었다. 215cm 포신과 10cm의 구경에서 뿜어져 나온 탄환은 천혜의 요새 남한산성 벽을 타격했고 직결된 피해는 작았으나 조선군의 사기를 꺾기에는 충분했다. 1월 22일, 세자빈과 봉림대군이 피난했던 강화도를 청군이 함락했다는 소식은 1월 25일 남한산성에 도착했고 이 일로 조선군은 항전 의지가 꺾였다. 결국 1월 28일, 인조는 항복하기로 결심했고 1월 30일, 남한산성에서 나왔다.

## 항복
항복할 한 화약은 다음과 같다.
1. 조선은 청에 대하여 신하의 예(禮)를 행할 것.
2. 조선은 명의 연호를 폐지하고 명과 교통을 끊고 명에서 받은 고명과 책인을 헌납할 것.
3. 조선은 왕의 장자(長者)와 제2자 그리고 대신의 자녀를 인질로 보낼 것.
4. 청이 명을 정벌할 때는 기일을 어기지 않고 원군을 파견할 것.
5. 내외 여러 신하와 혼인하고 사호(私好)를 굳게 할 것.
6. 성곽의 증축과 수리는 사전에 허락을 얻을 것.
7. 황금 100냥, 백은 1,000냥을 비롯한 물품 20여 종을 세폐(歲幣)로 바칠 것.
8. 성절·정삭·동지·경조 등 사신은 명 구례(舊例)를 따를 것.
9. 가도(假島)를 공격할 때는 병선(兵船) 50척(隻)을 보낼 것.
10. 포도(逋逃)를 숨기지 말 것.
11. 일본과 하는 무역을 허락할 것.
12. 청나라의 왕에게 절을 할것

1637년 음력 2월 1일의 조선왕조실록 기록에는 여염(閭閻; 백성들이 모여 사는 곳)이 대부분 불타고 넘어져 죽은 시체가 길거리에 이리저리 널려 있었다고 기록되어 있다.
1637년 2월 2일 청 태조는 먼저 청을 향해 출발하였고 2월 8일 소현세자와 봉림대군이 예친왕 도르곤을 따라 심양으로 떠났다. 조선 백성은 후금(후에 청으로)군에게 포로가 된 백성을 제외하고도 심양에 있는 노예시장에서 60만 이상이 거래되었다.
이리하여 소현세자와 봉림대군 두 왕자 부부가 인질로 가고 척화파 강경론자인 이른바 삼학사인 홍익한, 윤집, 오달제는 잡혀가 참형되고 김상헌도 뒤에 잡혀가서 오랫동안 옥중에서 생활하였다. 이 사람들을 비롯하여 수많은 여인과 여러 관리와 대신의 많은 자녀가 청의 사신 잉굴다이에게 붙잡혀갔는데 그 수는 197명이다.
한양은 종로와 광통교 일대에 있던 집은 모두 파괴되었고 많은 마을이 약탈과 방화로 아수라장이 되어 임진왜란 후 회복하려는 노력 또한 수포로 돌아갔다.
그 후 이 원한을 씻고자 사사로이 북벌을 계획하는 자도 있었다. 임경업이 명과 연락하여 청을 치려 하였지만 결국 실패하였다.

## 병자호란 대패의 원인
- 조선 : 임진왜란에서의 국력상실. 이괄의 난으로 인한 북방군의 감소, 오합지졸의 군사, 수성위주의 방어전술, 최고지휘관의 무능, 강화도 도하 실패
- 청 : 산성과 거점 지역을 무시한 빠른 진군, 강화도 함락

남한산성 내부에 비축된 식량의 부족, 청에 의한 강화도 함락, 구원군의 지속적인 패배로 인한 사기저하로 항복하게 되었음

## 시계열표
- 날짜는 모두 양력 표기.

1636년
- 12월 27일 - 비변사가 청나라에 서신을 보낼 것을 제안하여 인조가 허락하다.
- 12월 28일 - 박로가 사신으로 출발하다. 같은 때 청군 10만 명
- 12월 29일 - 이후 며칠동안 척화파들이 박로를 도로 돌아오게 해야 한다고 주장한다.

1637년
- 1월 3일 - 청군이 압록강을 도하하였다.
- 1월 8일 - 청군이 안주에 도달하다.
- 1월 9일 - 청군이 개성에 도달하다. 파천을 논의하고 종묘의 신주 및 세자빈을 강화도로 보내다. 인조와 조정이 남한산성에 도착하다.
- 1월 10일 - 인조와 조정도 강화도로 가려고 했으나 불가능해져 도로 남한산성에 들어가다. 적진에 사신으로 파견된 최명길이 돌아오다.
- 1월 11일 - 왕제를 인질로 보내라는 요구에 박난영과 함께 가짜 왕제를 보냈으나 탄로나서 마푸타가 그 자리에서 박난영을 살해하다.
- 1월 12일 - 강원도 근왕군이 출발하다.
- 1월 13일 - 평안도 근왕군이 출발하다.
- 1월 14일 - 청군이 남한산성 남쪽을 공격하는 것을 화포로 격퇴하다.
- 1월 15일 - 숭덕제가 개성에 도착하다.
- 1월 16일 - 마푸타가 남한산성 밑에 와서 조선 대신들과 회동하다.
- 1월 17일 - 윤집 등이 주도하여 주화파를 처형할 것을 청하려 하다가 김반, 채유후가 만류하여 그만두다.
- 1월 18일 - 경상도 근왕군이 충주에 도달하다.
- 1월 19일 - 진눈깨비가 그치지 않자 천지신명에게 제사 지내며 통곡하다.
- 1월 20일 - 충청도 근왕군이 출발하다. 예조가 백제 온조왕에게 제사 지낼 것을 청하다.
- 1월 21일 - 강원도 근왕군이 남한산성 근처까지 왔으나 청군에게 패하고 후퇴하다.
- 1월 22일 - 함경도 근왕군이 출발하다. 청군에게 술과 고기를 전달했으나 잉굴다이가 필요없으니 너희들이나 먹으라며 거부하다.
- 1월 23일 - 최명길의 건의로 강화를 논하게 하다.
- 1월 24일 - 전라도 근왕군이 출발하다. 김류가 남한산성 북문으로 나갔다가 청군에게 깨지고 장교 여럿이 전사하다.
- 1월 25일 - 김상헌이 지금은 적진에 사자를 보낼 때가 아니라고 주장하다. 대간들이 나서서 사자를 아예 보내지 말라고 주장하다.
- 1월 26일 - 숭덕제가 탄천에 도달하다.
- 1월 2일 - 충청도 근왕군이 청군에게 패배하고 공주까지 후퇴하다. 경상도 근왕군이 쌍령 전투에서 전멸하다. 숭덕제가 “관온인성황제는 조선 국왕에게 교유하노라”라는 유명한 항복 요구 서한을 보내다. 완풍부원군 이서가 성 안에서 죽다.
- 1월 27일 - 일부 신하가 숭덕제가 보낸 서한을 소각할 것을 주장하다.
- 1월 29일 - 척화와 강화의 의논이 진행되다. 윤집, 이명웅 등이 최명길을 처벌할 것을 주장하나 허락하지 않다.
- 1월 30일 - 전라도 근왕군이 광교산 전투에서 승리하다.
- 1월 31일 - 함경도 근왕군이 강원도에 도달했다는 장계가 도착하다.
- 2월 1일 - 인조가 말단 병사들을 위무하다.
- 2월 2일 - 식량이 부족하다는 소리가 나오기 시작하다.
- 2월 3일 - 김류, 최명길 등이 적진에 국서 보낼 것을 허락받다. 김상헌과 대간들이 반대하다.
- 2월 4일 - 국서를 작성 및 수정하다.
- 2월 5일 - 작성한 국서를 인조가 확인하다. 척화파는 계속 사신 파견 반대를 주장하다.
- 2월 6일 - 기록 없음
- 2월 7일 - 최명길 등을 적진에 사신으로 보내다. 정명수에게 은 1천 냥, 마푸타와 잉굴다이에게 각각 3천 냥을 뇌물로 주다. 헌릉에 불이 나서 3일 밤낮 불타다.
- 2월 8일 - 얼어 죽는 병사가 발생하기 시작하다.
- 2월 9일 - 근왕군들이 대부분 패배, 궤멸했음을 알리는 심기원의 장계가 도착하다.
- 2월 10일 - 청군이 커다란 깃발에 "항복하라"[招降]고 써서 내보이다. 최명길이 적진을 다시 찾아갔으나 잉굴다이는 새로운 이야기가 없으면 올 필요가 없다고 하며 문전박대하다.
- 2월 11일 - 숭덕제의 서한이 서문에 도달하여 밖에 나가 받아보다.
- 2월 12일 - 김상헌이 최명길이 쓴 항복문서를 찢고 울부짖다. 대간이 계속 항복은 불가하다 주장하자 폭발한 최명길이 그들을 꾸짖다. 눈이 엄청 내리다.
- 2월 13일 - 청군이 발사한 홍이포 포환이 성 안에 떨어져 맞아 죽은 사람이 더러 나오다. 이조참판 정온이 최명길이 나라를 팔았다고 주장하다.
- 2월 14일 - 청 측에서 답서를 보내며 항복을 반대하는 신하들을 묶어 보내라 하다.
- 2월 15일 - 최명길이 돌아와 국왕이 성 밖으로 나오라는 청 측의 요구를 전달하다. 잉굴다이가 서문 아래 왔기에 나가 보니 너희들이 보낸 국서는 우리 황제의 말씀을 거슬러 받을 수 없다며 되돌려 주고 가버리다.
- 2월 16일 - 세자가 부왕 대신 자신이 나가겠다고 청하다. 척화파 대신들이 자신들을 묶어 보낼 것을 청하다. 강화도 방어전에서 조선군이 패배, 강화도가 함락되고 왕족들이 포로로 잡히다.
- 2월 17일 - 김상헌이 죽게 해 줄 것을 청하다. 청군이 서문과 동문을 공격했으나 이시백이 막아내다. 최명길이 척화신들을 내보낸다는 국서를 작성하다.
- 2월 18일 - 망월봉 아래에서 청군이 홍이포를 발사했는데 포환이 행궁에 떨어져 박살나다. 청군이 남문으로 쳐들어왔으나 격퇴하다.
- 2월 19일 - 성첩이 적의 대포에 모두 허물어지다. 잉굴다이와 마푸타가 와서 국왕이 나오지 않을려거든 다시는 사신을 보내지 말라며 그동안의 국서를 몽땅 돌려주고 가버리다.
- 2월 20일 - 평안도 근왕군이 김화 전투에서 승리하다. 훈련도감과 어영청의 장교, 병사들이 척화신을 내보내라고 시위하다. 강화도 함락 소식이 남한산성에 도달하다. 인조가 성 밖으로 나가기로 결정하다.
- 2월 21일 - 황제의 약속을 보장받고자 하는 국서를 마푸타에게 전달하다.
- 2월 22일 - 잉굴다이가 숭덕제의 칙서를 가지고 오다. 그동안 청을 오랑캐라고 지칭했던 문서들을 모아 소각하다. 김상헌이 자살을 시도했으나 실패하다. 가족들이 보는 앞에서 무슨 자살을 하냐고 최명길이 김상헌을 비웃다.
- 2월 23일 - 윤집, 오달제가 하직 인사를 하다.
- 2월 24일 - 정축하성. 인조와 대신들이 삼전도까지 가서 숭덕제에게 삼배구고두례를 행하다. 의식이 끝나고 창경궁으로 돌아가는 길에 포로로 끌려가는 백성들이 울부짖는데 그 수가 만여 명에 이르다.

## 영향
자신에게 조공하던 오랑캐에게 반대로, 조공을 관계하는 사실에 조선 왕과 백관(百官)과 명을 떠받들던 식자층은 큰 충격을 받아 이후 북벌론이 대두하였으며, 청의 앞선 문물을 수용하고 배워야 한다는 북학운동이 일어났다. 병자호란을 배경으로 하는 문학작품으로는 《박씨전》, 《임경업전》 등이 있다.

## 북벌 운동
두 차례의 전쟁으로 큰 피해를 입은 조선의 지배층은 청에 대한 적대감과 복수심에 불탔다. 이에 청나라를 쳐서 복수해야 한다는 북벌론이 일어났다. 특히, 청나라에 인질로 억류되었던 효종은 심양에서 겪은 인질로서 고초와 굴욕을 분히 여겨 북벌을 나라의 가장 중요한 정책상 목표로 삼았다. 효종은 송시열, 이완과 함께 남한산성과 북한산성을 수축(修築)하고 군대 양성에 힘을 기울였으나 청이 한족의 반발을 누르면서 대중국(對中國) 지배를 공고히 하고 강력한 군사력을 유지하였으므로, 북벌을 실천에 옮기지는 못하였다. 조선으로서는 강대국으로 부상한 청과 관계 개선이 불가피하여 경제상ㆍ문화상 자주 교류하였다. 18세기 후반에는 청의 발달한 문화를 받아들여야 한다는 주장이 대두하여 적극으로 수용하였고 이 무렵, 러시아가 침략해오자 청은 이를 격퇴하려고 조선에 원병을 명하자 조선은 두 차례에 걸쳐 조총 부대를 출병하여 큰 전과를 올리기도 했다(→나선정벌).

## 인구 손실
- 청나라-6,000명 이하 추정
- 조선-전사자 30,000명 이상. 포로로 끌려간 사람은 300,000~600,000명으로 보기도 하나[9] 이것이 엉터리라는 비판도 있다.[10] 포로의 수가 50만이라는 주장은 최명길의 기록에 기반을 두고 있다.[11]

## 국제 정세 변화
- 명나라-국운 쇠퇴. 가장 강력한 제후국을 잃음으로서 사실상 청나라와의 경쟁력 상실.
- 청나라-명나라를 치러갈 때의 후방 위협 요인을 사전제거. 명나라와의 경쟁에서 승리.
- 조선-국운 쇠퇴. 청나라의 제후국이 됨으로서 국가 정체성이 흔들리고 조선 말기의 암흑기를 야기.
- 일본-동아시아 지역의 경쟁 세력인 명나라의 멸망과 조선의 쇠퇴로 반사이익을 보며 국력을 기름.

## 인구 변화
전쟁 전
- 조선-3,800,000명

전쟁 후
- 조선-3,300,000명

대략 13.2%인구 감소

## 관련 드라마
- 연인 (MBC 금토 드라마 - 2023년 하반기 방영작)

## 같이 보기
- 정묘호란
- 정축하성
- 소현세자
- 임경업
- 삼전도비
- 박씨전
- 공녀